# Леуварден
Ле́уварден (Лёут; нидерл. Leeuwarden МФА: [ˈleˑˌwɑrdə(n)]о файле, з.-фриз. Ljouwert МФА: [ˈʎɔːw(ə)t]о файле, гор. фриз. Liwwadden) — город в Нидерландах, столица провинции Фрисландия, центр одноименной общины.

## История
Местность, где расположен нынешний Леуварден, была заселена с X века (хотя недавно обнаружены остатки построек, датированных II веком). 
Грамота, дающая Леувардену привилегии города, была пожалована в 1435 году. В средние века располагался в эстуарии реки Борн — Мидделзе, город был крупным центром торговли. В XV веке местность в районе Мидделзе была осушена и город стал играть менее заметную роль в экономике региона.

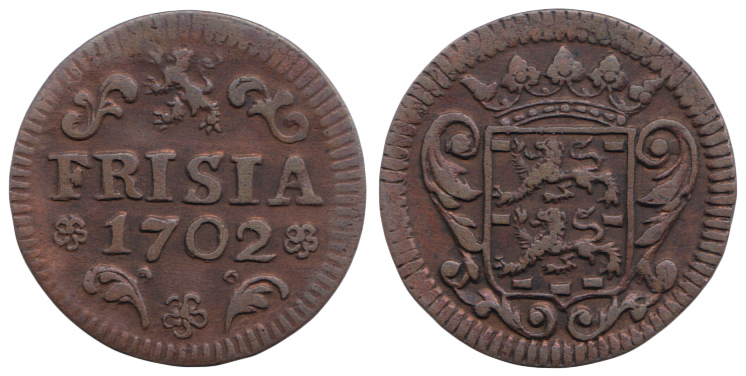
Медная монета в 1 дуит, отчеканенная в Леувардене в 1702 году. На аверсе герб города, на реверсе - герб Фрисландии.

В  1553 году священник Уббо Филипс вместе со своими последователями основал секту «новокрещенцев».
С 1580 по 1752 год в городе располагался провинциальный монетный двор, чеканивший золотые, серебряные и медные монеты Фрисландии.
В 1901 году в городе насчитывалось 32 203 жителя. Во время Второй мировой войны Леуварден был оккупирован немецкими войсками, 16 апреля 1945 года освобождён отрядом канадских драгун, в нарушение приказа ворвавшихся в город и изгнавших оттуда оккупантов.

## Спорт
В городе базируется профессиональный футбольный клуб «Камбюр», выступающий в высшем и первом дивизионах чемпионата Нидерландов.

## Самоуправление
В Леувардене, столице Фрисландии, располагаются органы провинциального самоуправления.

## Достопримечательности
К числу самых знаменитых зданий города относятся бывшая канцелярия (Kanselarij), бывшая Весовая палата (Waag), церковь святого Бонифация и падающая башня Олдехове.
В 1954 году был установлен памятник корове. На постаменте лаконичная надпись: «Ус мэм» — «Наша мама».

## Культура
Фризский историко-литературный центр, культурный центр об истории и культуре фризов.

## День домино
Ежегодно в городе для демонстрации принципа домино проводится День домино, на котором устанавливаются мировые рекорды по количеству упавших костяшек домино.

## Знаменитые горожане
- Саския ван Эйленбург — жена Рембрандта.
- Мата Хари — известная танцовщица и шпионка.
- Йохан ван ден Санд (1568—1638) — голландский писатель, историк.
- Ян Якоб Слауэрхоф — один из крупнейших нидерландских поэтов XX века.
- Питер Йеллес Трульстра  (1860 — 1930) — нидерландский политический деятель, писатель.
- Мауриц Корнелис Эшер — нидерландский художник-график.
- Эллен Коой — современный нидерландский фотограф.
- Герман Босха (1755 — 1819) — новолатинский поэт, писатель, филолог.
- Йост Клейн (род. 1997) — нидерландский исполнитель, рэпер и ютубер.